# Sergiu Toma
Pour les articles homonymes, voir Toma.
Sergiu Toma est un judoka émirati et moldave né le 29 janvier 1987 à Chișinău en Moldavie. Il a remporté une médaille de bronze en moins de 81 kg aux Jeux olympiques d'été de 2016 à Rio de Janeiro. Il a également participé aux Jeux olympiques d'été de 2008 et aux Jeux olympiques d'été de 2012 sous les couleurs de la Moldavie où il avait terminé respectivement 21e et 9e.